# Rhytiphora wallacei
Rhytiphora wallacei är en skalbaggsart som först beskrevs av Francis Polkinghorne Pascoe 1864.  Rhytiphora wallacei ingår i släktet Rhytiphora och familjen långhorningar. Inga underarter finns listade i Catalogue of Life.